# Fusil Minié
Le fusil Minié est un type de fusil qui a joué un rôle important au XIXe siècle. Il appartient à la vaste catégorie de fusils à canon rayé développés après l'invention de la balle Minié.
Le Minié fut conçu en 1849 suivant l'invention de la balle Minié en 1847 par les capitaines de l'armée française : Claude Étienne Minié et Henri-Gustave Delvigne. Ce système a été créé pour permettre le chargement rapide par la bouche des fusils rayés, une innovation qui a répandu l'utilisation du fusil rayé dans l'infanterie, alors qu'il était auparavant réservé à quelques unités d'élite. Il a été développé après les difficultés rencontrées par l'armée française  lors des opérations en Afrique du Nord.

## Mécanisme

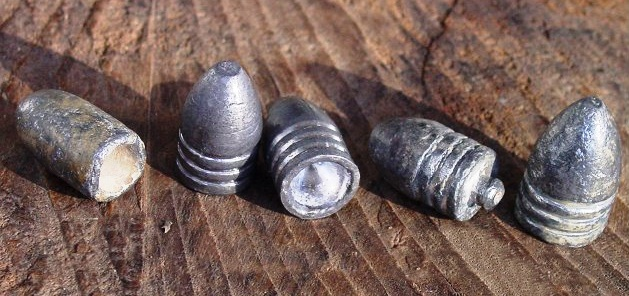
Différents types de balles Minié.

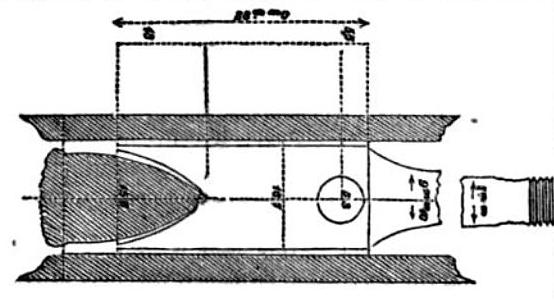
Dans le fusil Minié, une baguette de fraisage était nécessaire pour enfoncer la balle sans endommager sa forme.

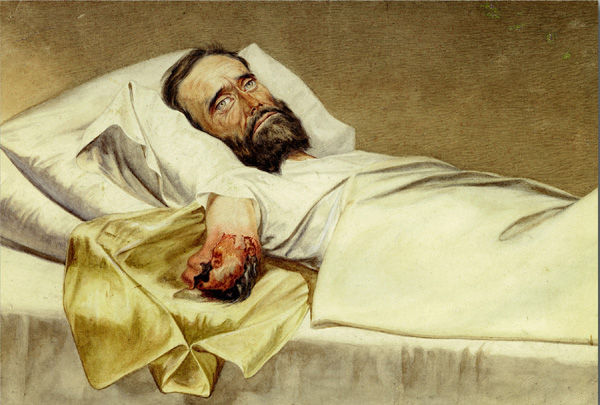
Le fusil Minié causait d'énormes blessures avec ses larges balles, entraînant régulièrement des infections.

Le fusil utilisait une balle Minié, en plomb, molle, de forme conique-cylindrique, légèrement plus petite que l'alésage du canon, avec initialement quatre rainures extérieures graissées et une cavité conique à sa base. Pendant le coup de feu, le gaz poussait la balle à sa base, la déformant pour engager les rainures. Ceci la faisait tournoyer pour plus de précision et d'étanchéité et permettait le nettoyage des détritus de poudre.
Avant cette innovation, le fusil à canon lisse était la seule arme utilisée au combat. Quelques pistolets rayés étaient en service depuis la Renaissance, mais ils exigeait de marteler les munitions avec de la poudre à l'intérieur, créant des problèmes considérables de nettoyage. Un système à tige utilisait une goupille qui déformait la balle contre la paroi du canon quand elle était poussée au fond. Ce système était également très problématique pour le nettoyage, particulièrement avec les poudres noires de l'époque.
Le fusil Minié avait un système de percussion et pesait 4,8 kg. Ayant une précision raisonnable jusqu'à 450 m, il pouvait être équipé de lunettes de visée. Il pourrait pénétrer de 10 cm dans un pin situé à 918 m de distance. La balle avait un calibre de 17,8 mm et pesait 32,4 g.
En 1849, un essai test à Vincennes a démontré qu'à 15 m, la balle Minié pouvait pénétrer deux planches de bois de peuplier, chacune épaisse de 17 mm et séparées de 50 cm. Les soldats de l'époque répandirent la rumeur qu'à 1 100 m, la balle pouvait traverser un soldat et son sac à dos et tuer n'importe qui se tenant derrière lui, tandis qu'à très courte distance elle pouvait traverser 15 personnes se tenant les unes derrière les autres.
Le fusil a eu une utilisation limitée dans la guerre de Crimée mais fut l'arme principale de l'infanterie dans la guerre de Sécession. Le grand calibre et la rotation à grande vitesse de ces balles causait des blessures terribles.

## Usage

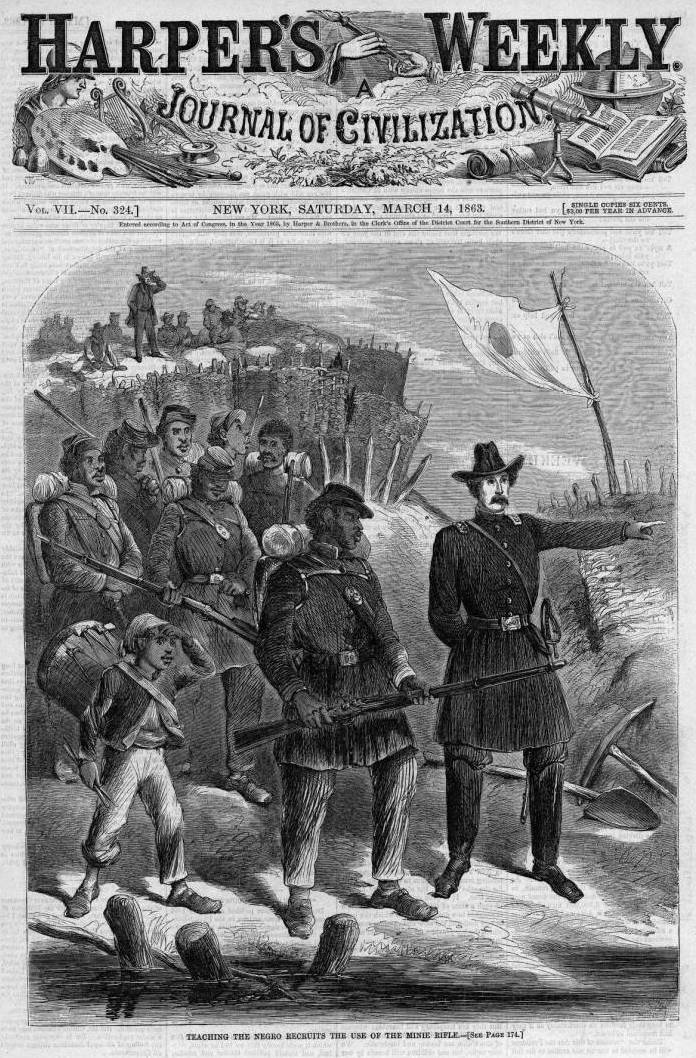
"Teaching the negro recruits the use of the Minié rifle": dans le Harper's Weekly (Journal of Civilisation) du samedi 14 mars 1863, une gravure montre, au pied d'une falaise gabionnée surplombant une étroite plage, un groupe de soldats noirs de l'USCT sous les ordres d'un officier blanc. Au côté du soldat noir qui s'apprête à tirer avec le Springfield Model 1855 ou le nouveau Springfield Model 1861, un jeune tambour cherche des yeux la cible que l'officier montre du doigt, de l'autre côté de la rivière. Un groupe de curieux se tient sur la falaise, à bonne distance

Le fusil Minié Pattern 1851 fut utilisé par l'armée britannique de 1851 à 1855. Le système Minié a également été repris intensivement par différents fabricants, tels que la Springfield Armory nord-américaine (le 
Springfield Model 1855, suivi du Springfield Model 1861 furent les armes d'épaule les plus largement utilisées de la guerre de Sécession) - et par l'Arsenal royal d'Enfield (le Pattern 1853 Enfield). Les Sudistes utilisèrent aussi des copies du fusil Minié : comme ils étaient compatibles avec la balle Minié, ils achetèrent des fusils Enfield à la Grande-Bretagne, leur permettaient en particulier d'utiliser les fusils Springfield pris dans les arsenaux du sud ou récoltés après leurs victoires.
En Allemagne, les états de Bade, Hesse et Wurtemberg s'armèrent aussi d'un fusil inspiré du Minié (le Vereinsgewehr 1857 (en)), de même que l'Autriche (le fusil Lorenz).
Des fusils Minié ont également été utilisés dans la guerre de Boshin (1868-1869) au Japon, où ils ont tenu un rôle important en donnant la victoire aux forces du jeune empereur Meiji sur celles des Tokugawa, dans des rencontres telles que la bataille de Toba-Fushimi.

## Obsolescence
Le fusil Minié est devenu désuet en 1866 après la guerre austro-prussienne : les Autrichiens, équipés de ce type de fusil, furent battus par les Prussiens, qui étaient équipés du fusil Dreyse à chargement par la culasse. En France, les fusils Minié ont alors été adaptés au chargement par la culasse : cette modification comportait un couvercle articulé, d'où le nom de fusil à tabatière.
Peu après, le Chassepot fut adopté par l'armée française.
Néanmoins, dans l'urgence et à la suite de la défaite de 1870, la France fit l'acquisition de nombreux fusils américains tirant des balles du système Minié, parmi lesquels :
- Remington Zouave
- Springfield Modèle 1861

### Fusils similaires

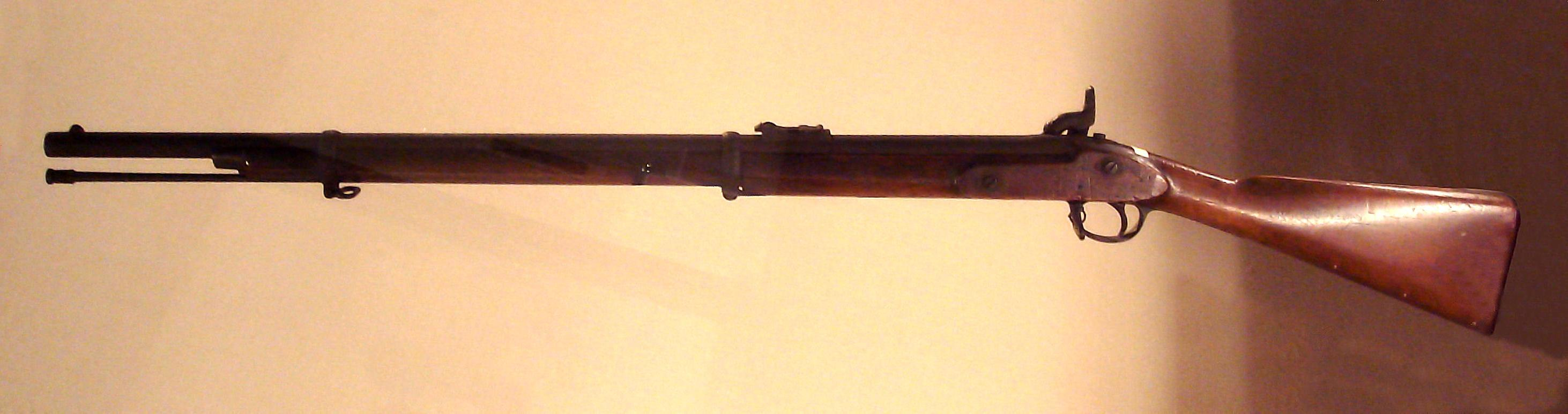
Le fusil Minié de fabrication française utilisé au Japon durant la guerre de Boshin (1868-1869).